# Vestaber
Vestaber (Platyrrhini), også kaldet den nye verdens aber, omfatter fem familier af primater i underordnen Haplorhini. De lever i Mellem- og Sydamerika samt i dele af Mexico.
'Platyrrhini' betyder fladnæset, og deres næser er fladere end hos andre aber. Som de eneste primater har medlemmer af familien Atelidae, som f.eks. edderkopaber, en gribehale. Vestabernes nærmeste slægtninge er østaberne, der omfatter hundeaber og menneskeaber fra den gamle verden. Vestaberne nedstammer fra de afrikanske aber, der koloniserede Sydamerika for omkring 40 millioner år siden.

## Udseende og levevis
Vestaber er små til mellemstore primater, der varierer i størrelse fra dværgsilkeaben (verdens mindste abe) på 14-16 cm og en vægt på 120-190 gram til uldedderkopaben på 55-70 cm og en vægt på 12-15 kg. I forhold til den gamle verdens aber er næsen fladere og næseborene vender ud til siden.
Vestaber mangler normalt (bortset fra hos brølaber) trikromatisk farvesyn i modsætning til den gamle verdens aber. Desuden adskiller vestaber sig fra den gamle verdens aber ved at have 12 forkindtænder (præmolarer) i stedet for otte, idet de har tandformlen 2.1.3.32.1.3.3 eller 2.1.3.22.1.3.2 (bestående i hver kæbehalvdel af 2 fortænder, 1 hjørnetand, 3 forkindtænder og 2 eller 3 kindtænder).
Vestaber i familien Atelidae er de eneste primater med gribehaler. Mange vestaber er små og næsten alle er trælevende, så vores viden om dem er mindre end den gamle verdens aber, der er nemmere at observere. Modsat de fleste aber fra den gamle verden, så danner mange vestaber monogame par og viser en høj grad af forældreomsorg i forhold til ungerne.
Vestaber lever af frugt, nødder, insekter, blomster, fugleæg, edderkopper og små pattedyr. Ulig mennesker og de fleste aber fra den gamle verden har vestaber ikke modstillede tommelfingre (bortset fra nogle arter i familien Cebidae).

## Klassifikation
Her ses de fem familier af vestaber og deres placering blandt de øvrige primater:
- ORDEN PRIMATES
  - Underorden Strepsirrhini: halvaber
  - Underorden Haplorrhini: spøgelsesaber og aber
    - Infraorden Tarsiiformes
      - Familie Tarsiidae: spøgelsesaber

    - Infraorden Simiiformes
      - Parvorden Platyrrhini: vestaber
        - Familie Callitrichidae: egernaber
        - Familie Cebidae: kapucineraber og dødningehovedaber
        - Familie Aotidae: nataber
        - Familie Pitheciidae: springaber, sakiaber og uakarier
        - Familie Atelidae: brølaber, edderkopaber og uldaber

      - Parvorden Catarrhini: østaber